# Kizito Kapinga Mulume
 Kizito Kapinga Mulume est un homme politique de la république démocratique du Congo. 
Il est ministre chargé des mines du gouvernement Suminwa depuis le 29 mai (2024).